# Acontia schwarzii
Acontia schwarzii là một loài bướm đêm trong họ Noctuidae.